# Выпуск ’97
«Выпуск ’97» (укр. Випуск ’97) — украинский короткометражный трагикомедийный фильм, снятый Павлом Остриковым. Мировая премьера кинокартины состоялась 21 июля 2017 года на Одесском кинофестивале, где она получила приз за лучший украинский короткометражный фильм.
Фильм рассказывает об одиноком телемастере Романе, который спустя 20 лет встречает свою школьную любовь Люду.

## В ролях
| Актёр               | Роль |
| ------------------- | ---- |
| Александр Пожарский | Рома |
| Олеся Островская    | Люда |
| Людмила Саченко     |      |
| Оксана Ильницкая    |      |
| Виктор Лищинский    |      |

## Награды и номинации
| Список наград и номинаций | Список наград и номинаций | Список наград и номинаций                                     | Список наград и номинаций | Список наград и номинаций | Список наград и номинаций |
| Кинопремия                | Дата церемонии            | Категория                                                     | Номинант(ы)               | Результат                 | Прим.                     |
| ------------------------- | ------------------------- | ------------------------------------------------------------- | ------------------------- | ------------------------- | ------------------------- |
| Кинофестиваль в Локарно   | 12 августа 2017           | Лучший международный короткометражный фильм (Молодёжное жюри) | «Выпуск ’97»              | Победа                    | [ 1 ]                     |
| Одесский кинофестиваль    | 21 июля 2017              | Лучший украинский короткометражный фильм                      | «Выпуск ’97»              | Победа                    | [ 2 ]                     |

## Выпуск
Мировая премьера фильма «Выпуск ’97» состоялась 21 июля 2017 года на Одесском кинофестивале, где она получила приз за лучший украинский короткометражный фильм. 3 августа того же года картина под международным названием «Graduation '97» была показана на кинофестивале в Локарно, где также завоевала приз Молодёжного жюри за лучший международный короткометражный фильм.